# Jeffersonville (Kentucky)
Jeffersonville é uma cidade localizada no estado americano de Kentucky, no Condado de Montgomery.

## Demografia
Segundo o censo americano de 2000, a sua população era de 1804 habitantes.
Em 2006, foi estimada uma população de 1916, um aumento de 112 (6.2%).

## Geografia
De acordo com o United States Census Bureau tem uma área de
7,8 km², dos quais 7,8 km² cobertos por terra e 0,0 km² cobertos por água.

## Localidades na vizinhança
O diagrama seguinte representa as localidades num raio de 20 km ao redor de Jeffersonville.